# SNews
sNews je CMS (sustav za upravljanje web sadržajima) otvorenog koda ("open source"), a specifičan je po tome što se sve operativne funkcije nalaze u samo jednoj datoteci čineći ovaj sustav inovativnim i laganim za korištenje. Baziran je na PHP i MySQL tehnologijama a posljednja verzija je 1.7.

## Povijest
sNews je nastao u lipnju 2005. godine kao sustav za jednostavno unošenje vijesti putem web sučelja, a danas je zbog velike podrške korisnika mnogo napredniji. 
20. kolovoza 2007. godine, sNews je dobio svoju vlastitu domenu - sNews CMS
22. kolovoza 2007. godine, završen je i sNews MU (multi user) - inačica aplikacije koja dozvoljava registraciju i kolaboraciju drugih korisnika na stranici.

## Značajke
- Veličina aplikacije 95KB;
- Generira ispravan (standards-compliant) XML, XHTML i CSS kôd;
- Search engine friendly struktura poveznica;
- Sustav upravljanja kategorijama, člancima i komentarima;
- Email kontakt;
- Automatizirano kreiranje arhive sadržaja i stabla stranice (Sitemap);
- Automatizirano kreiranje RSS sadržaja;
- Modularnost kôda omogućava proširenje i korištenje novih značajki;
- Predložak potpuno odvojen od operacijskog kôda.

## Autori
Idejni začetnik sustava je Luka Cvrk. U lipnju 2006. godine, razvoju se pridružio Krešimir Mihelec kao jedan od glavnih programera uz četrnaestero drugih korisnika koji svojim radom na razvoju i testiranjem doprinose razvoju sustava.

## Daljnji razvoj
Razvojni tim trenutno radi na verziji 2.0 koja će sadržavati potpuno novu strukturu procesa, a bazirat će se na modularnosti.

## Vanjske poveznice
- sNews CMS - službena webstranica
- sNews Network - mreža sNews podrške  Arhivirana inačica izvorne stranice od 1. veljače 2009. (Wayback Machine)